# Latino (Carolina del Sur)
Latino es un periódico en español, con sede en Greenville, en el estado de Carolina del Sur en los EE. UU.. Su contenido se orienta a la población hispana residente en la zona.
El periódico tiene el suplemento de "Familia", orientado a ayudar a las familias hispanas a vivir en EE. UU. y a mantenerse unidas.

## Historia
Se fundó en 1996, cuando apenas residían hispanos en Greenville y sólo existía un programa radial semanal en español. Es el primer periódico en español, nacido en Carolina del Sur.
Al principio su publicación fue mensual, pero luego pasó a ser quincenal y actualmente es semanal. También ha crecido desde entonces en su contenido, pasando de abarcar noticias de sólo la ciudad de Greenville a noticias de todo el estado de Carolina del Sur. También ofrece información de EE. UU e internacional y deportes, con especial atención a los países latinoamericanos.

## Distribución
Se distribuye todos los viernes en las tres regiones de mayor concentración de hispanos de Carolina del Sur: Upstate, Midlands y Lowcountry, alcanzando a los 100.000 lectores hispanos y no hispanos.

## Ciudades donde se distribuye
- Greenville
- Columbia
- Charleston
- Saluda
- Greenwood
- Newberry
- Spartanburg
- Laurens
- Easley
- Anderson
- Florence
- Sumter
- Camden
- Walhalla
- Inman
- Greer
- Boiling Springs
- Aiken
- Lugoff
- Turbeville
- North Charleston
- Summerville
- Goose Creek
- Mount Pleasant
- James Island
- Johns Island
- Hilton Head